# Варварівка (Андріївська сільська громада)
Варва́рівка —  село Андріївської сільської громади Краматорського району Донецької області, Україна. Населення становить 44 осіб.

## Населення

### Мова
Розподіл населення за рідною мовою за даними перепису 2001 року:
| Мова       | Кількість | Відсоток |
| ---------- | --------- | -------- |
| українська | 33        | 75%      |
| російська  | 11        | 25%      |
| Усього     | 44        | 100%     |